# 動感超人
動感超人（日语：／ Akushon kamen）是在臼井儀人漫画作品《蜡笔小新》登場的劇中劇人物。也是由臼井仪人原作、西脇だっと在雙葉社《月刊Action》創刊号（2013年5月25日發售）至2015年7月号（2015年5月25日發售）連載的衍生漫畫，單行本全5集，2016年7月授權布卡漫畫發行簡體中文電子版。

## 角色
動感超人／動感假面（アクション仮面）
- 日本配音員：玄田哲章
- 香港配音員：黃志成（第1-208、211-315集、劇場版1）
- 台灣配音員：（台灣版第1集至第18集）→于正昌（台灣版第20集至第？集）→魏伯勤→宋昱璁（2014年首播起）；林谷珍（劇場版21），陳宏瑋（TV版集數精選-DVD版）
- 登場集數:

特攝片英雄，扮演者是郷剛太郎。
23歲，外星人。
小新的偶像之一，擅長使用絕技「動感光波」打倒敵人。
有時候會在劇場版跟小新一起打倒壞人。
櫻咪咪子（桜ミミ子）
- 日本配音員：小櫻悅子
- 香港配音員：吳小藝（劇場版1）、王夢華（劇場版11）
- 台灣配音員：李宛鳳（早期）→賀世芳→吳貴竹（2012年首播起），丘梅君（TV版集數精選-DVD版）
- 登場集數:

動感超人的搭檔，暱稱咪咪，有各種各樣的造型。11歲。
經常被壞人拿來當人質。
郷博士（ごうはかせ）
- 日本配音員：納谷六朗

北春日部博士（きたかすかべはかせ）
- 日本配音員：增岡弘
- 台灣配音員：李香生（劇場版）
- 香港配音員：陸頌愚（第1-208、211-315集、劇場版1）

為動感超人研發新武器和招式、然後同時也發明新物品的博士。
於劇場版蠟筆小新：風起雲湧的叢林冒險中透露了他是小林幸子的忠實粉絲。
櫻花莉莉
她初登場於蠟筆小新 動感超人VS高衩魔王
动感女超人
最初于第43卷登場，本名八潮美纱都，19岁。

## 衍生漫畫作品
作畫：西脇だっと、角色原案：臼井儀人
| 集數 | 雙葉社         | 雙葉社                 | 東立出版社    | 東立出版社             |
| 集數 | 發售日期       | ISBN                   | 發售日期      | ISBN                   |
| ---- | -------------- | ---------------------- | ------------- | ---------------------- |
| 1    | 2014年1月10日  | ISBN 978-4-575-84329-3 | 2015年2月27日 | ISBN 978-986-365-954-9 |
| 2    | 2014年4月10日  | ISBN 978-4-575-84379-8 | 2015年5月28日 | ISBN 978-986-365-955-6 |
| 3    | 2014年10月28日 | ISBN 978-4-575-84502-0 | 2015年10月5日 | ISBN 978-986-382-055-0 |
| 4    | 2015年3月15日  | ISBN 978-4-575-84586-0 | 2017年3月3日  | ISBN 978-986-431-138-5 |
| 5    | 2015年8月16日  | ISBN 978-4-575-84665-2 | 2017年4月5日  | ISBN 978-986-462-258-0 |